# Escalinata de Santa María del Monte

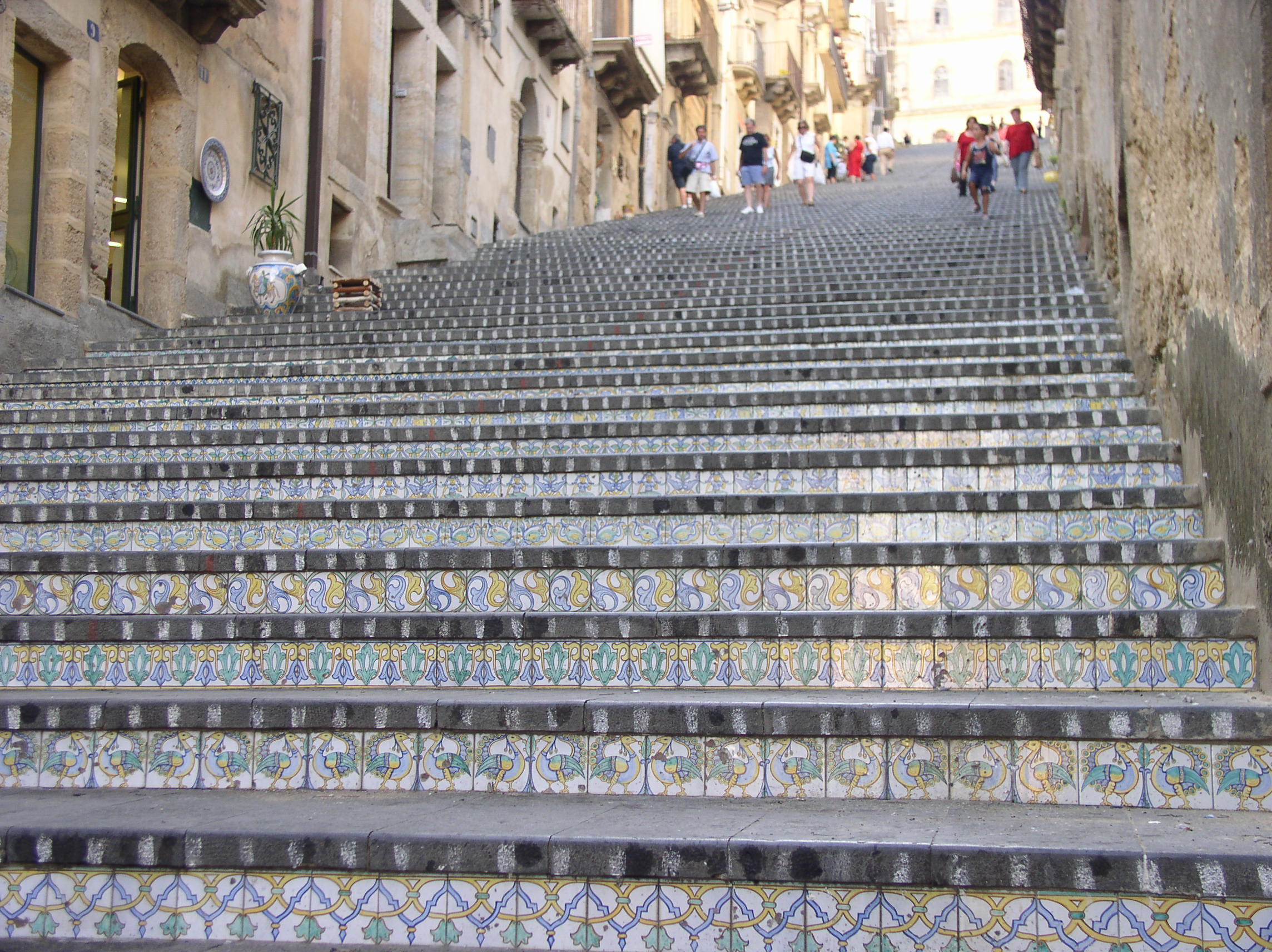
Escalinata de Santa María del Monte.

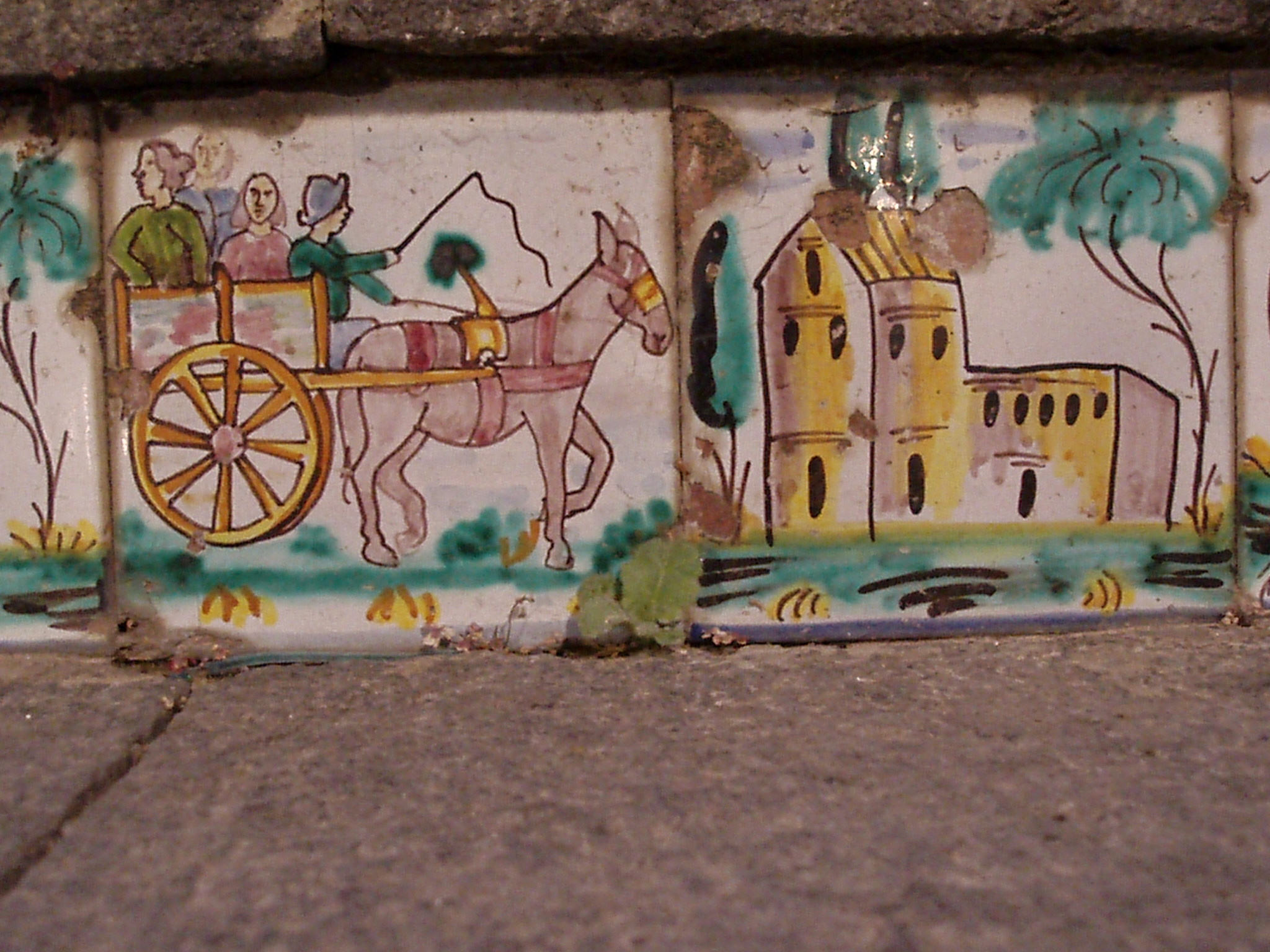
Detalle de las cerámicas.

La escalinata de Santa María del Monte (en italiano: Scalinata di Santa María del Monte) es una construcción que data del siglo XVI. Se encuentra ubicada en la ciudad de Caltagirone, en la provincia de Catania (Italia).

## Historia
A mediados del siglo XV, la ciudad de Caltagirone se expandía a través de las laderas de la montaña. La ampliación del ejido urbano, sobre distintos niveles, dificultaba la comunicación entre las zonas de la ciudad.
Con el objeto de facilitar el acceso al casco antiguo, ubicado en la cima, las autoridades de la ciudad ordenaron la construcción, en 1606, de una escalinata a lo largo de la ladera sur de la colina. La obra demandó 10 años de trabajos y fue realizada bajo la dirección de Giandomenico Gagini. La escalera original, contaba con zonas de descanso y un total de 150 escalones.
En 1844, la escalinata sufre modificaciones, entre las que se destaca, la eliminación de la zonas de descanso, que resulta en una menor inclinación.

## Descripción
Al finalizar las obras de 1844, la escalera, que aún se conserva, tiene un largo de 130 m y un ancho de 8,40 m. El desnivel de 45 m entre la Piazza Municipio y la Chiesa di Santa Maria del Monte (Iglesia de Santa María del Monte), se salva a través de 142 escalones, adornados con cerámicos.
A lo largo de la scalinata, se concentran talleres de artesanos, que trabajan con cerámicas.

## Festividades

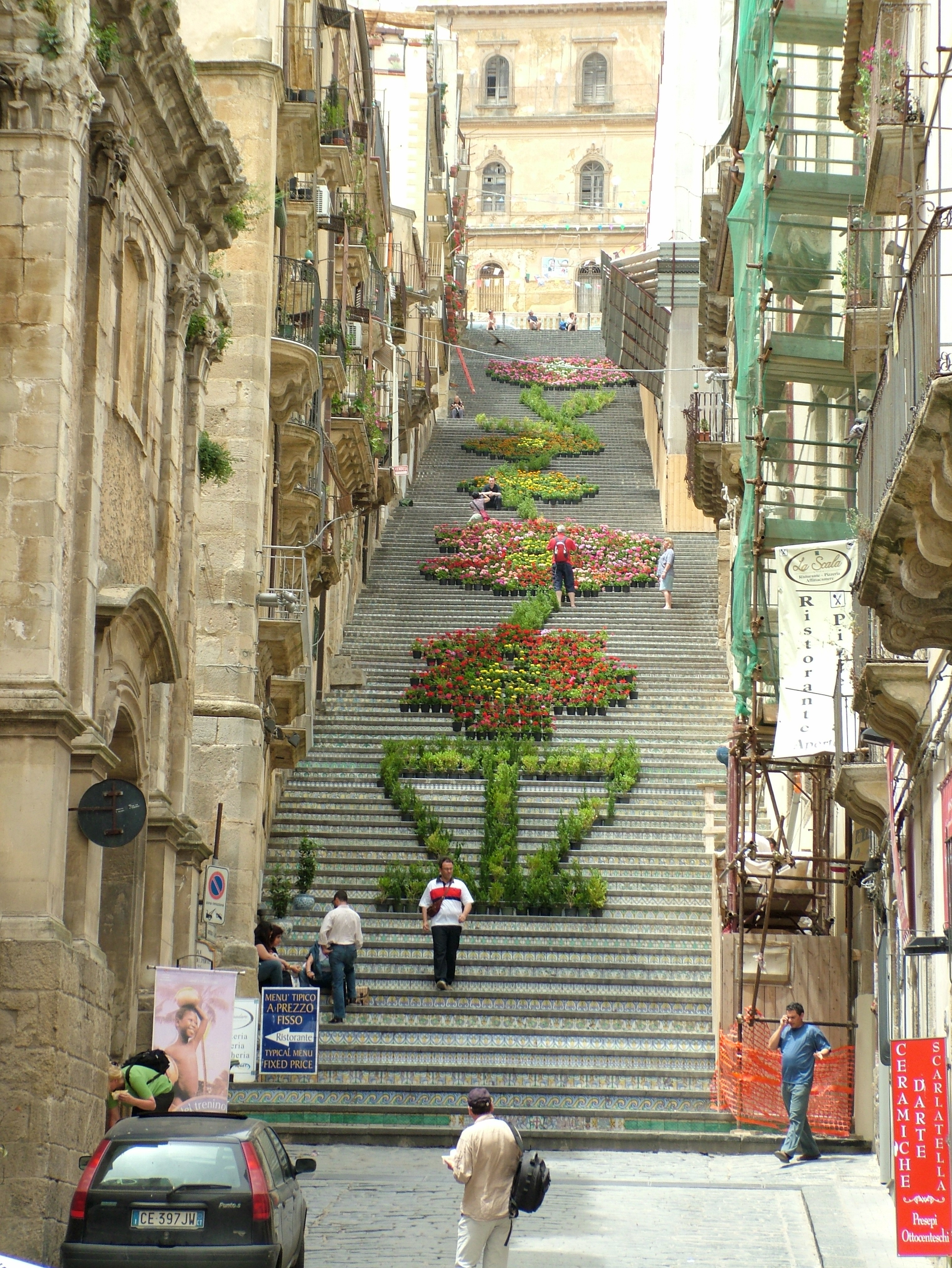
Infiorata

### Infiorata
Durante el mes de mayo, se realiza el "Festival de las Flores" dedicado a la Virgen María. Miles de flores son utilizadas como adornos, a lo largo de la escalera.

### La Scala illuminata
Con motivo de celebrarse la fiesta en honor a Santiago el Mayor, patrono de Caltagirone, durante los días 24 y el 25 de julio y 14 y 15 de agosto de cada año, se realiza la iluminación artística de la escalinata, con 4000 lámparas de aceite. El espectáculo congrega a un gran número de visitantes.

## Referencia cultural
La escalinata fue utilizada entre, 2005 y 2006, en las campañas oficiales de promoción turística de Sicilia.